# 5000 Volts
5000 Voltsとは、イギリスのディスコの音楽グループで、1970年代にヨーロッパで成功を収めていた。バンドは、グループのスタジオ・ミュージシャンの変化はあったものの、ボーカリストのTina CharlesとMartin Jayによって成り立っていた。

## 経歴
彼らは1970年代中頃にシングルをリリースしていたが、ラジオ局が、B面で彼らが1975年にリリースしたシングルである「Bye Love」を放送するまでは成功を収めることはなかった。「恋は火の鳥（I'm on Fire）」という曲は、彼ら自身の収益権でリリースされ、ヨーロッパ中で有名なヒットレコードになり、全英シングルチャートでは最高で4位になった。また、ドイツのメーディア・コントロール・ゲーエフカー・インターナツィオナールとスウェーデンのヒットチャートの1位、南アフリカでは10位を獲得した。さらに、オーストラリアではトップ10位に、アメリカ合衆国では26位になり、ジム・ギルストラップの78番目バージョンのヒット曲と熾烈な争いになった。
ティナ・チャールズがボーカルを務めたものの、彼女はおおっぴらにはグループのシンガーとしては認められておらず、歌手・女優であるルアン・ピーターズにより出演させられた1975年BBCのトップ・オブ・ザ・ポップスの結果、1979年に初めてテレビ放送された。
1975年に音楽プロデューサーであるトニー・イヤーズによってグループはマーティン・コハン (バス・ボーカル)、ケビン・ウェルズ (ドラム)、マイク・ネルソン (キーボード)を含めて5人に固定化された。後のシングルはイギリスで広く関心を引くことは出来なかったが、それでもグループはドイツと南アフリカで人気になった。チャールズはレコードレーベルについての論争のあとグループを離脱しソロで活動を続けた。代わりにリンダ・ケリーが彼女の後を継いだ。
その次のシングル、「Doctor Kiss Kiss」はイギリスで8位、南アフリカで6位を獲得したが、バンドは人気を維持するのに苦労した。グループは1978年に解散した。
マーティン・ジェイはソロの活動をしたが成功せず、昔のスタジオ・ミュージシャンと同じ役割に戻るまでは、例えば、エニグマや1981年にタイト・フィット、1990年にニゲル・ライトなどのバンドで活動していた。
2012年、ティナ・チャールズとマーティン・ジェイは、よく知られたものはもちろん彼らのヒット曲のうちのいくつかを出すために再び組んだ。アルバム「Reunited」は彼らの再結集の結果である。

## ディスコグラフィー

### アルバム
- 1976年 5000 Volts (フィリップス・レコード 9109-215)
- 1997年 5000 Volts (Rem!nd Records 5300211 - The Netherlands, compilation)
- 2012年 Reunited

### シングル
- 1974 "Fly Away" / "Susanna In The Summer" (エピック・レコード EPC 2369) - mainland Europe, released as Airbus
- 1975 "Bye Love" / "I'm On Fire" (エピック・レコード EPC 3359) - mainland Europe, released as Airbus
- 1975 "I'm On Fire" / "Still On Fire" (フィリップス・レコード 6006-464)
- 1976 "Bye Love" / "Look Out I'm Coming" (フィリップス・レコード 6006-501)
- 1976 "Motion Man" / "Bye Love" (フィリップス・レコード 6006-509)
- 1976 "Doctor Kiss Kiss" / "Thunderfire" (フィリップス・レコード 6006-533)
- 1976 "Light The Flame Of Love" / "One Stop Baby" (フィリップス・レコード 6006-550 - The Netherlands)
- 1976 "Look Out I'm Coming" / "One Stop Baby" (フィリップス・レコード 6006-553)
- 1977 "Take Me Back" / "Come Hear The Music" (フィリップス・レコード 6006-560)
- 1977 "(Walkin' On A) Love Cloud" / "The Late Late Show" (フィリップス・レコード 6006-567)
- 1977 "Can't Stop Myself From Loving You" / "You're Lookin' Good" (フィリップス・レコード 6006-584)